# Josep Brunet Vila
Josep Brunet Vila (Badalona, 14 d'octubre de 1930 - Barcelona, 1 de març de 2014) fou un jugador de bàsquet català que va ser 48 vegades internacional amb la selecció espanyola. Feia 1,97 m d'alçada i jugava de pivot.

## Carrera esportiva
Va jugar en un dels millors Joventut de la història, el dels anys 50, que va ser conegut per El Mundo Deportivo com l'Huracà Verd, pel seu joc ràpid i desbordant. En aquest equip destacaven jugadors com Jaume Bassó, Marcel·lí Maneja, Andreu Oller, Jordi Parra i Eduard Kucharski.
Va jugar dotze temporades amb el Joventut, des de la temporada 1949-50, on va guanyar tres Copes d'Espanya, en les temporades 1952-53, 1954-55 i la 1957-58, i en va ser subcampió els anys 1950, 1952 i 1954. El 1962, va fitxar per l'equip badaloní del Sant Josep, del qual fou entrenador i l'ascendí a primera divisió.
Jordi Villacampa va dir d'ell:
| «                  | Josep Brunet marcava diferències gràcies al seu gran talent. Va ser un home que teòricament havia de jugar de pivot però al final ho feia en qualsevol posició. Això sí, només corria el necessari, entrenava només els dijous i no es tirava a terra a per una pilota, ja hi havia altres jugadors que feien aquest treball. Va ser un jugador avançat al seu temps. | » |
| — Jordi Villacampa | |   |

Josep Lluís va dir d'ell que "ha sigut el millor jugador de bàsquet que hagi nascut a Badalona; un talent narural", i Guillermo Galíndez, un pivot porto-riqueny que destacava al Reial Madrid va reconèixer que era "el jugador que mai volia tenir davant seu com a defensa".

### Selecció espanyola
Va ser internacional amb Espanya en 48 ocasions, participant en els següents esdeveniments:
- Jocs del Mediterrani de 1951: medalla de plata
- Jocs del Mediterrani de 1955: medalla d'or
- Campionat d'Europa de bàsquet masculí de 1959: 15a posició.